# Inglehart
Inglehart je priimek več oseb:
- James Iglehart, ameriški igralec
- Ronald Inglehart, ameriški politolog
- Stewart Inglehart, ameriški hokejist